# Ten Love Songs
Albums de Susanne Sundfør
The Silicone Veil
(2012)
Singles
1. Fade Away
Sortie : 28 octobre 2014
2. Delirious
Sortie : 8 janvier 2015
3. Kamikaze
Sortie : 18 mai 2015
4. Accelerate
Sortie : 19 octobre 2015

Ten Love Songs est le sixième album de l'artiste norvégienne Susanne Sundfør.

## Conception
Ten Love Songs devait originellement être un album traitant du sujet de la violence. Le thème central évolua au fil de l'écriture vers la passion, et finalement vers l'amour, concept dont l'album tire son nom.
L'album a été composé entre la Norvège et les États-Unis, Sundfør résidant quelques mois à New-York et à Los Angeles à la suite de la tournée de The Silicone Veil. Ayant produit un titre (White Foxes) sur ce dernier album, ainsi que le premier disque du duo Bow To Each Other, The Urge Drums, en 2014, Susanne Sundfør poursuit sur sa lancée en produisant elle-même Ten Love Songs. Elle s'entoure pour l'occasion de collaborateurs de longue date, tels que Lars Horntveth (producteur de The Brothel et The Silicone Veil), Anthony Gonzalez de M83 (déjà croisé lors de l'enregistrement de la bande originale du film Oblivion de Joseph Kosinski), du groupe Röyksopp (pour lequel Sundfør a enregistré deux morceaux, Running To The Sea et Save Me, sur l'album The Inevitable End), ainsi que des solistes de Trondheim.
La diversité de l'album, qui marie pop, électro, dance (Kamikaze), disco (Slowly) et éléments classiques (comme le passage de fugue inséré dans Accelerate, ou la seconde partie instrumentale de Memorial), est revendiquée par Susanne Sundfør, qui décrit Ten Love Songs comme une œuvre dont « chaque titre est un petit monde en lui-même », et chaque chanson « représente une relation amoureuse différente ».

## Réception
Ten Love Songs est positivement accueilli par les critiques, tant en Norvège que dans le reste de l'Europe, le journaliste Michael Hann de The Guardian lui décernant ainsi cinq étoiles (soit la note maximale). L'album entre directement à la huitième place des charts norvégiens au moment de sa sortie, et se hisse à la première place la semaine suivante, égalant ainsi la performance de The Brothel et The Silicone Veil.

## Liste des chansons
| No  | Titre                                                    | Durée |
| --- | -------------------------------------------------------- | ----- |
| 1.  | Darlings                                                 | 2:40  |
| 2.  | Accelerate (production additionnelle par Jon Bates)      | 5:26  |
| 3.  | Fade Away                                                | 3:18  |
| 4.  | Silencer (produit par Susanne Sundfør et Lars Horntveth) | 3:28  |
| 5.  | Kamikaze                                                 | 5:12  |
| 6.  | Memorial (production additionnelle par Anthony Gonzalez) | 10:06 |
| 7.  | Delirious                                                | 4:56  |
| 8.  | Slowly (production additionnelle par Röyksopp)           | 4:27  |
| 9.  | Trust Me                                                 | 4:02  |
| 10. | Insects                                                  | 3:06  |

### Musiciens
- Susanne Sundfør : paroles, musiques, voix, production, synthétiseurs, guitare acoustique, autoharpe, harmonium, célesta, clavecin, programmation batterie, piano à queue, rhodes, percussions
- Gard Nilssen : batterie, percussions
- Lars Horntveth : guitare classique, synthétiseurs, co-production sur Silencer
- Nikolai Hænsgle Eilertsen : basse
- Anthony Gonzalez : guitare électrique, synthétiseurs, programmation batterie, production additionnelle sur Memorial
- Jon Bates : synthétiseurs, programmation batterie, éléments électroniques, four à micro-ondes sur Fade Away, production additionnelle sur Accelerate
- Röyksopp : healing, aura displacement, synthétiseurs, production additionnelle sur Slowly
- Jørgen Træn : synthétiseurs, programmation batterie, éléments électroniques, mixage (Duper studio)
- Josh Humphrey : éléments électroniques
- Abe Seiferth : éléments électroniques
- Nils Martin Larsen : synthétiseurs
- Morten Qvenild : célesta
- Leon Dewan : synthétiseurs
- Morten Myklebust : guitare acoustique
- Iver Sandøy : percussions

Trøndheimsolistene:
- Anders Larsen : premier violon
- Anna Adolfsson Vestad : premier violon
- Erling Skaufel : premier violon
- Stina Elisabet Andersson : premier violon
- Åse Våg Aaknes : premier violon
- Tora Stølan Ness : second violon
- Hilde Kjøll : second violon
- Ingrid Martine Wisur : second violon
- Nella Penjin : second violon
- Frøydis Tøsse : alto
- Anne Våg Aaknes : alto
- Ragnhild Torp : alto
- Cecilie Koch : violoncelle
- Marit Aspås : violoncelle
- Eivind Rossbach Heier : violoncelle
- Rolf Hoff Baltzersen : contrebasse